# ラストオリジン
『ラストオリジン』（Last Origin）は、大韓民国のSmartJoyが開発し、スタジオヴァルキリー（旧・PiG Corporation）が運営を行うモバイルゲーム。アイテム課金制。2022年11月14日に公式サイトで開発及び運営主管社の統合のアナウンスがあり、以降は株式会社PIGが総合的にラストオリジンの開発と運営をしている。。

## 歴史
2020年1月21日に事前登録の受付が始まり、同年5月7日から9日までベータ版テストを行った。
2021年10月27日に、ストーリーの第8章が公開された。
2021年11月24日に、DMM GAMESでのゲームの配信が開始した。
2022年11月14日に公式サイトでPiG Corporationに開発と運営が統合されるアナウンス。
2024年5月1日より韓国の株式会社VALOFEが開発、運営はグループ会社の株式会社G・O・Pが行うことになったとゲーム公式サイトでアナウンス。。

## あらすじ
機械に寄生する「鉄虫」と謎の病「ヒュプノス病」によって人類は滅びてしまう。しかし、「オリジンダスト」と呼ばれる人工細胞と金属の骨格によって強化された生体アンドロイド「バイオロイド」はわずかな希望を求めて鉄虫に抵抗、生き残っている人類を探し続けていた。
1年後、生命維持装置の中で眠る主人公(プレイヤー)が発見される。人類唯一の生き残りとなった主人公はバイオロイド達を指揮して鉄虫に立ち向かう。

## 操作
戦闘システムはターン制となっている。
- 味方戦闘員は1チームあたり1体から5体までの編成が可能であり、3×3の9マス内に配置をする。1ウェーブ毎に敵の陣地も9マス存在し、1ウェーブあたり1体から9体までの敵戦闘員が出現する。各戦闘員が行う攻撃やバフ、デバフには効果範囲が設定されているため、陣形の配置が重要となる。
- 各ステージは敵戦闘員のチームからなるウェーブで仕切られ、各ウェーブの戦闘はラウンドの繰り返しから成っている。ラウンドはどちらかの戦闘員が全滅または撤退するまで繰り返され、敵戦闘員が全滅するとウェーブクリア、各ウェーブをクリアすればステージクリアとなる。
- 敵味方とも各戦闘員には行動力が設定されており、行動力に応じてラウンド毎にAP（アクションポイント）が回復してゆく。APが10以上となった戦闘員は、APを消費して戦闘員固有のアクティブスキルを使用し、攻撃やバフ、デバフ等の行動を取ることができる。戦闘員の行動順は、敵味方を問わずAPの多い順となる。アクティブスキルを使用した後もAPが10以上残っている場合は、同じラウンドで再度行動が可能となる。戦闘員のAPを温存したい場合には、アクティブスキルを使用せずに待機をすることができる。ウェーブをクリアすると、次のウェーブではAPが最初から貯め直しとなる。
- スキルにはアクティブスキルの他、APを消費せずに効果を発揮するパッシブスキルが存在する。各戦闘員には2種類のアクティブスキルが存在する一方、レアリティBの戦闘員にはパッシブスキルが存在せず、レアリティの高い戦闘員ほどパッシブスキルの種類が多く設定されている。
- 戦闘の操作は使用するアクティブスキルと対象マスを選択するコマンド式だが、「研究」メニューの「指揮代行システム」を完成させることで、操作を必要としない自動戦闘が可能となる。自動戦闘の際、初期のシステムではアクティブスキル1が優先的に選択され、それが使用できない場合にのみアクティブスキル2が使用可能となっていたが、2022年5月のアップデートからは各戦闘員ごとに優先使用するアクティブスキルを予め選択できるようになった。自動戦闘の際に待機を選択することはできない。
- また「指揮代行システム」が完成した後、クリア済みのステージについては「反復戦闘」をチェックすることでステージを自動で周回することが可能となり、半ば放置ゲームのようにプレイすることができる。ただし、ドロップした戦闘員や装備が満杯となる、味方戦闘員の誰かが大破した状態でステージをクリアする、味方戦闘員が全滅して敗北する、出撃に必要な資源が枯渇するといった状態になると自動周回は停止する。
- さらに2023年11月のアップデートで「自律戦闘」が実装され、各ステージごとに設けられた4つの条件を満たした状態でクリアしたステージについては、戦闘画面を表示しない状態での自動周回が可能となった。この「自律戦闘」は「反復戦闘」に比べ、周回中に戦闘以外のメニューを操作したりアプリを終了したりする、実際にステージをクリアする能力のない編成で周回させる、ドロップした戦闘員や装備を自動で分解するなどが可能になる一方、時間制限が設けられていたりドロップ量が少なかったりするなどのデメリットが存在する。

## 用語
オリジンダスト
人工の細胞小体。細胞内に組み込むことで身体能力の強化や寿命の延長等の効果を得られる。しかし、人間の凶暴性や凶悪性も強化してしまう。特に男性ホルモンと相性が悪く、開発された男性型バイオロイドが怒りを制御できなくなって暴走事故を起こしている。バイオロイドが女性型しか存在しないのはそのためである。
オルカ号
主人公たち鉄虫に対するレジスタンスの拠点となっている潜水艦。
三安
初めてバイオロイドを作成した企業。三大バイオロイド企業の1つ。読みは「サムアン」であり、実在する企業「三星」がモチーフであると思われる。家庭用のメイドに護衛能力を持たせた「バトルメイドプロジェクト」等、高級家庭用のバイオロイドが主力商品である。
三大バイオロイド企業
滅亡前の世界においてバイオロイドを開発・販売していた企業のうち、特に力の強かった3企業である「三安」「ブラックリバー」「PECSコンソシアム」のこと。彼らは開発したバイオロイドやAGSを戦力として保有し、国家すらも掌握する強い影響力と軍事力を持っていた。
ツナ缶
マグロやカツオの水煮やオイル漬けを缶詰にしたもの。保存性がよく大量に残っていたため、滅亡後の世界では通貨の代わりとして使われている。所謂「ゲーム内通貨」や「石」と呼ばれるものである。通貨として使われる他に実際に食べられており、好物としているバイオロイドも多い。
鉄虫
人類には解析不能の未知の物質で構成された機械生命体。最初の個体はゴビ砂漠で発見された。それは研究所を乗っ取ると信号を発し、それによって多数の鉄虫が地球に飛来、人類に対して攻撃を開始した。幼虫は機械に寄生することで乗っ取り、更にそれを改変してしまう。AIで動くロボットであるAGSをバイオロイドとともに軍備の主力としていた滅亡前の人類にとってみればまさに天敵のような存在。実際に防衛に出動したAGSは多数が乗っ取られてしまい、人類に大打撃を与えた。大抵の場合、鉄虫とは幼虫の状態ではなく、乗っ取られて異形の姿になってしまったAGSもしくはその発展型のことを指す。また、人間と同じような脳波を発するため、人類に危害を加えてはならないという設定になっているバイオロイドは鉄虫を人類の命令無しに攻撃できない。
伝説
かつて日本に存在したと設定されている、バイオロイド開発会社とその関連企業。バイオロイドをドラマの演者として使用し成功した企業である。しかしそのドラマとはバイオロイド同士に殺し合いをさせる事が当たり前であり、撮影の度にバイオロイドは実際に死亡している。バイオロイドが同じものを量産・使い捨てにできることが前提となっている(劇中の人類の感覚を持たないプレイヤー側からしたら)おぞましいものであるが、高い映像クオリティとリアリティから劇中では大人気であったとされている。下記の通り日本ではバイオロイドはモノと定義され、殺しても殺人罪に問われないという定められていたのだが、それはこの会社が理由である。一方で、演出面では特殊効果はできるだけ用いずバイオロイドに機能として組み込む等徹底しており、バイオロイドに関しても技術力は高い。
バイオロイド
オリジンダストを副作用を最小限にして効率よく使うために開発された「生体アンドロイド」。人型の他、動物型も存在する。通常の人類をはるかに超える身体能力や知能を持ち、寿命も非常に長い。しかし、それゆえに人類の職を奪うなどしたため、滅亡前の人類には嫌悪感を持たれていた。そのため滅亡前のほとんどの国では人権や財産権などを大幅に制限されていた。日本においてはモノと定義され、ヒト扱いすらされていなかった。また、人類に対して危害を加えない・尽くすようにという命令が組み込まれており、人類に対して絶対服従である。なお、人を脳波で区別する傾向にあり、人類とバイオロイドの区別を容易に行える反面、人類と同じような脳波を出す鉄虫を人類の命令無しでは攻撃できないという欠点となっている。
ヒュプノス病
鉄虫の侵攻とほぼ同時期に人類を襲った謎の病気。感染すると無気力状態になる・悪夢を見る・睡眠時間が延びるといった症状が現れ、やがて目覚めなくなり死に至る。
実態はFe波という特殊な電磁波が脳神経に干渉する事で発症する外傷性脳疾患であり、バイオロイドが発症しなかったのはオリジンダストがFe波を遮蔽していた為であった
ブラックリバー
三大バイオロイド企業の1つ。軍事用AGSや軍事用バイオロイドが主力商品。
AGS
Auto Guard System の略称。AIを用いたロボットによる自動防衛・警備システムのこと。しかし、劇中ではこれらに使われるロボット全般から、単にAIで自立行動するロボット全般のことを指してこう呼ばれることが多い。大きさや装甲の違いからバイオロイドより強力であるとされ、その戦力は警備用のAGSですら軍事用量産型バイオロイド3機+前線指揮官型バイオロイド1機の1個小隊に匹敵するといわれている。一方で機械であるため鉄虫によって乗っ取られ、人類に壊滅的打撃を与えた。
PECSコンソシアム
三大バイオロイド企業の1つ。7つの企業の連合体で、警察・産業・輸送・医療・エンタメといった非軍事用のAGS・バイオロイドが主力商品。

## 反応
脚本家の虚淵玄は、『ラストオリジン』の二次創作小説を執筆した。